# Allée couverte de Giraumont
L'allée couverte de Giraumont ou dolmen de la Ganguille est une allée couverte située à Saint-Marcel, en France.

## Description
L'allée, de 7,80 m de long, est recouverte de 3 blocs, ou dalles, de grès siliceux locaux. Elle est orientée Est-Ouest ou plus exactement à 106° par rapport au Nord géographique.
Elle comporte une première partie ouverte à l'Est, large de 1,20 m et longue de 2 m, dont la dalle de recouvrement est de 3 m x 2 m, épaisse de 0,60 m. Cette dalle de recouvrement est soutenue par deux supports posés sur le sol de 1 m x 1 m, épais de 0,25 m et 0,40 m, complétés par des murs appareillés. Deux blocs verticaux séparent cette antichambre de la chambre suivante, laissant pour y pénétrer un orifice triangulaire haut de 1 m et large de 0,60 m à sa base inférieure.
La chambre longue de 5 m et large de 1,50 m est recouverte par deux dalles épaisses de 0,60 m, longues et larges de plus de 3 m. Elles reposent sur trois murs en  taillées et appareillées, par éléments de 0,30 à 0,60 environ sur 0,10 à 0,20 m d'épaisseur, cimentés par la glaise jaune et la terre noire, et disposés très régulièrement. Ce type d'appareillage de pierres a été longtemps en usage dans la région. La partie supérieure des murs s'est éboulée et la dalle Ouest  s'est affaissée. La hauteur initiale était de 1,20 m, la hauteur au fond reste de 0,80 m; elle a été réduite à 0,30 m au centre.
Le sol du monument et autour du monument est constitué d'argile jaune et de pierres rapportées. Une excavation sise à plus de 200 m au Nord-Est semble être la carrière d'où les pierres ont été extraites.

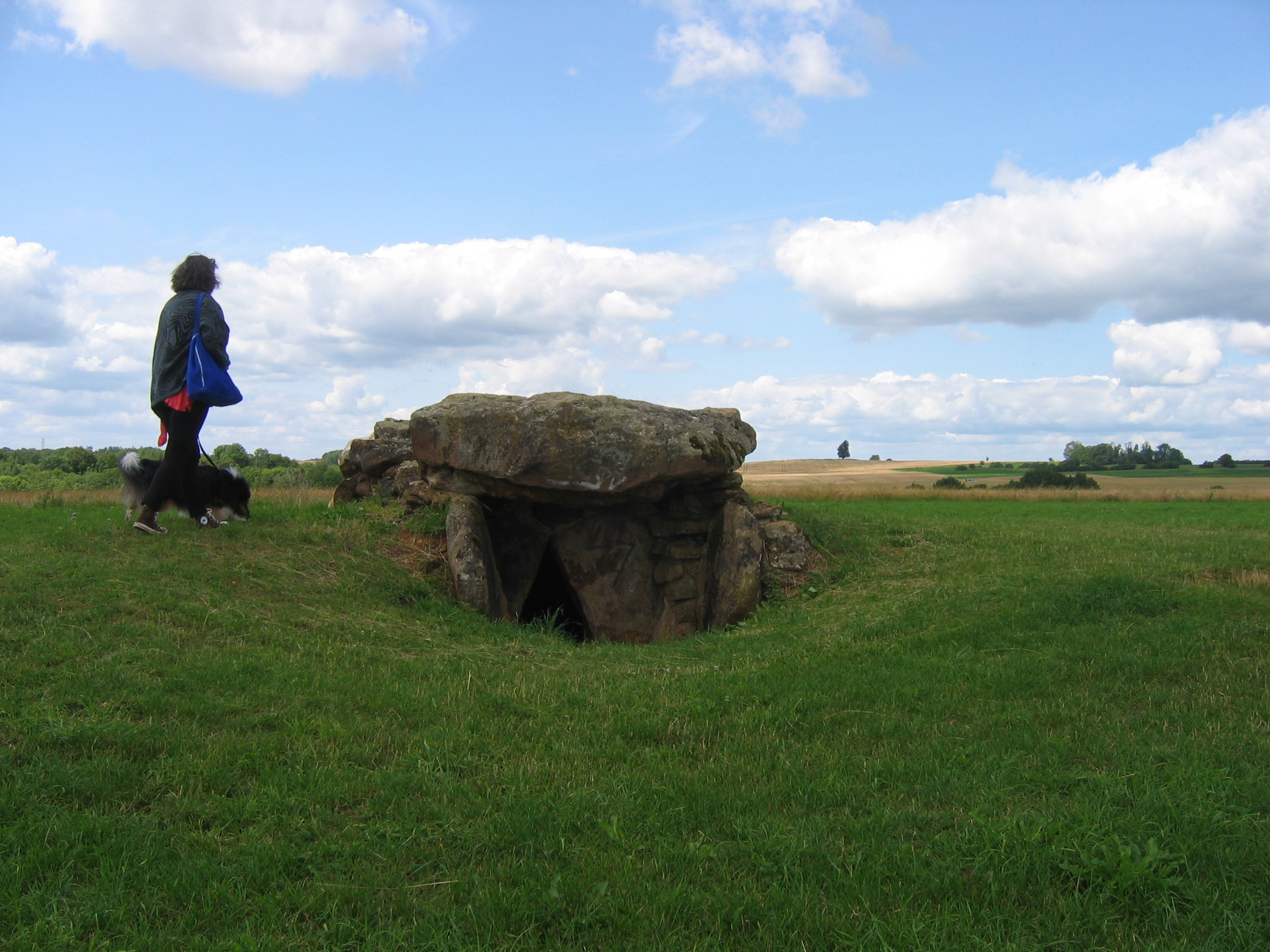
Proportions générales
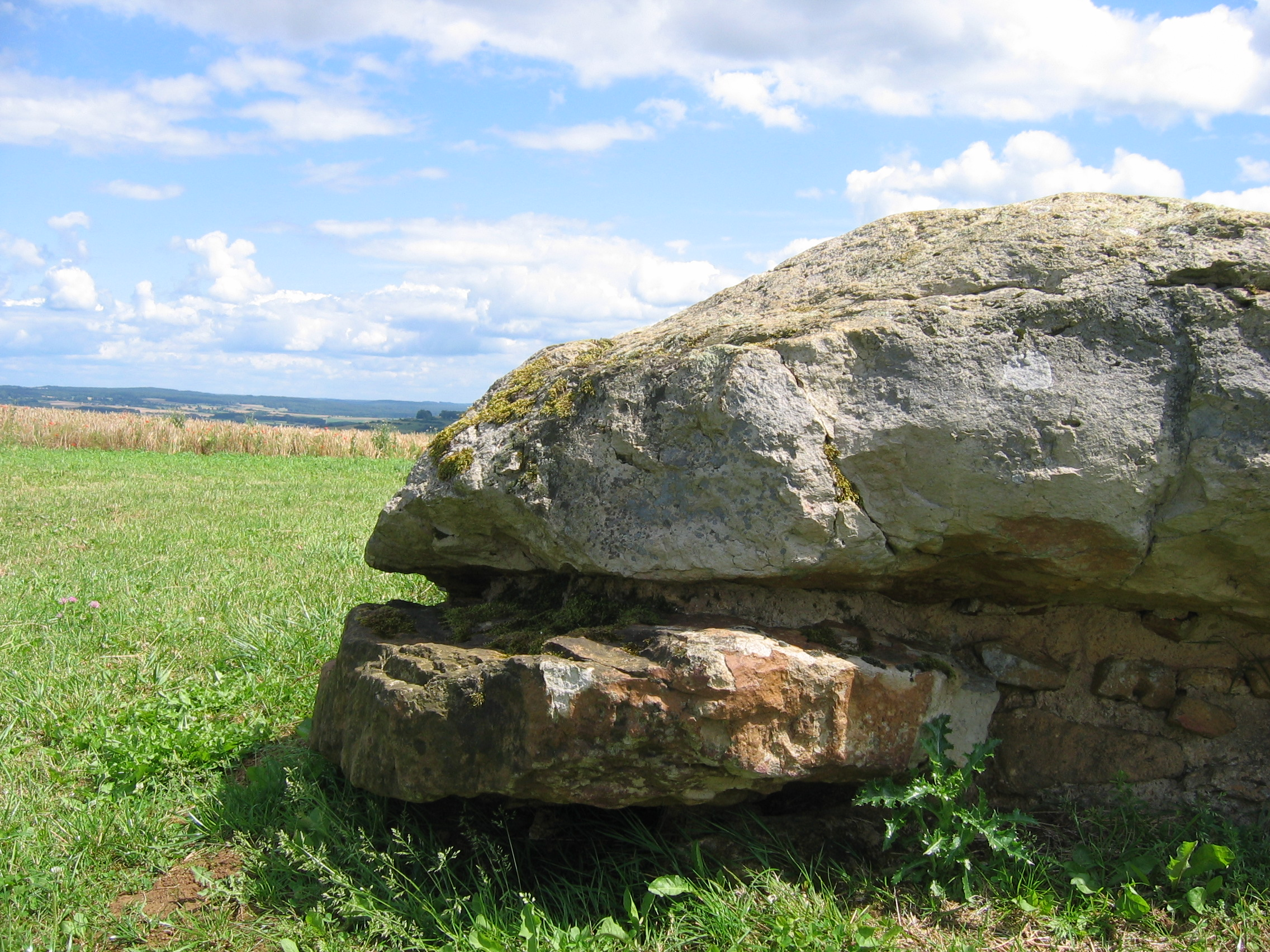
Détail d'un bloc
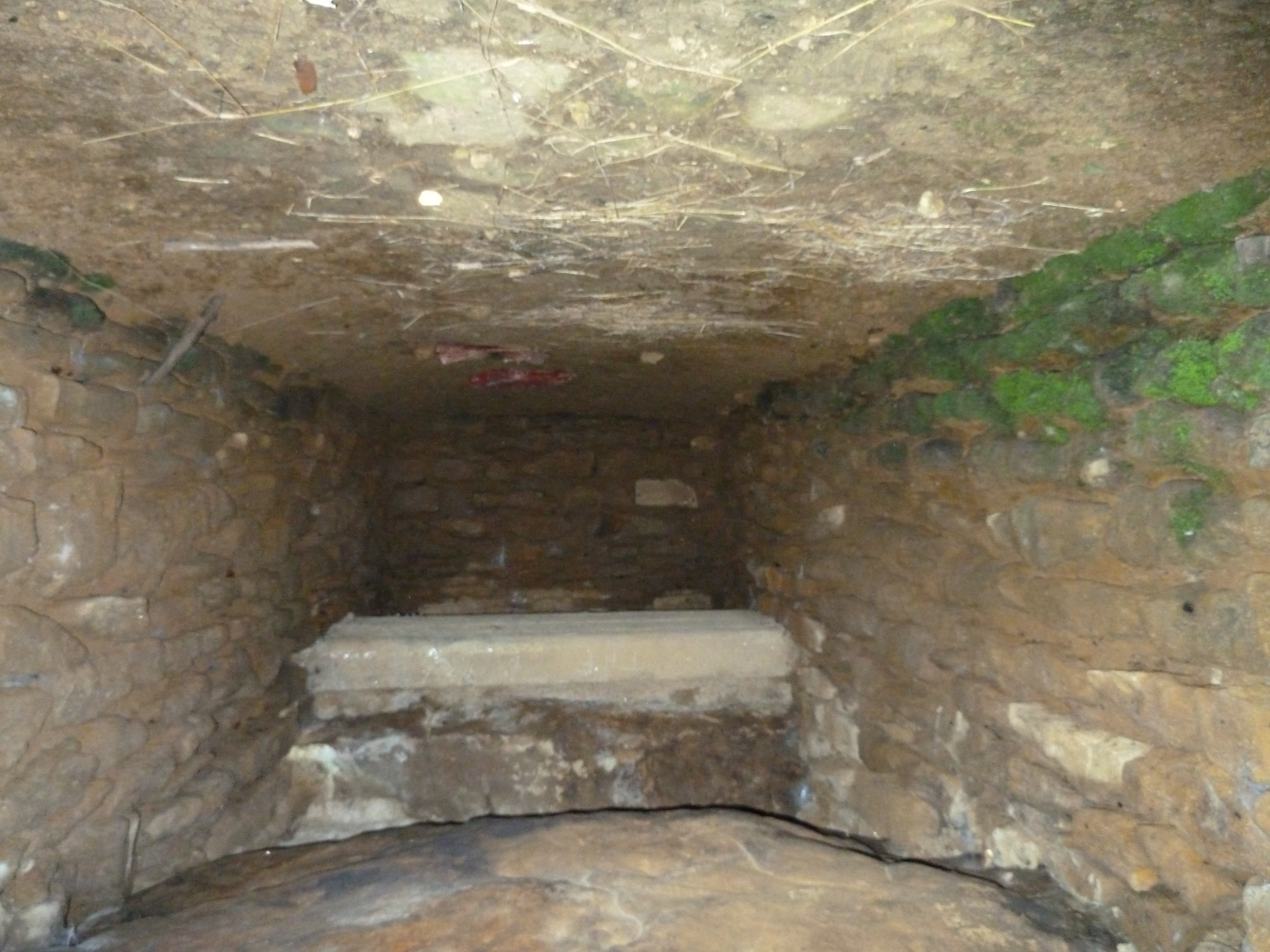
Intérieur (banquette au fond)
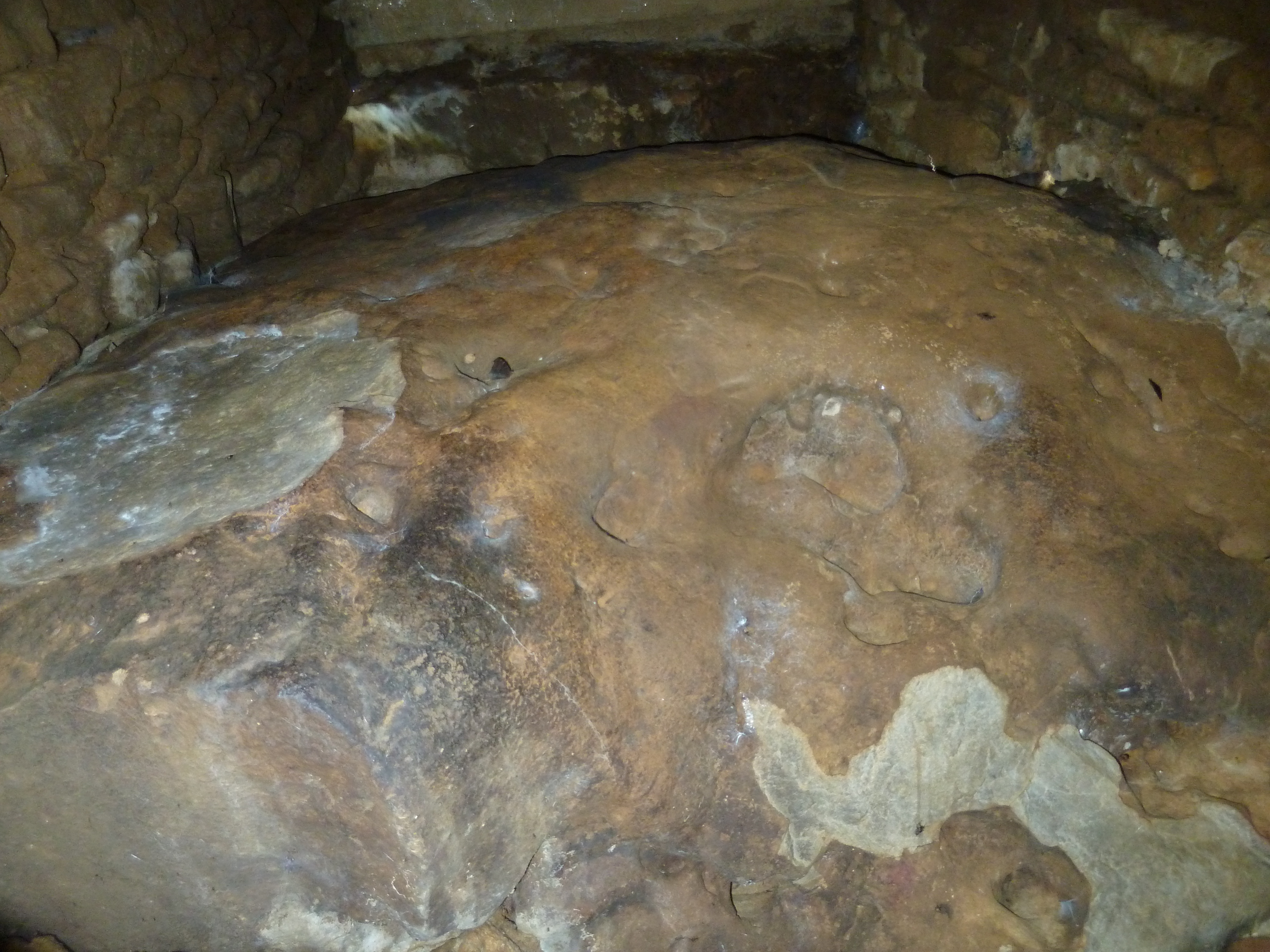
Intérieur: sol d'argile et de pierres

## Localisation
L'allée couverte est située sur la commune de Saint-Marcel, dans le département français des Ardennes. Elle est en pleine nature, sur les hauteurs de calcaire entre Remilly-les-Pothées et Giraumont, bourg de la commune de Saint-Marcel, sur une colline dominant la vallée du Thin, à 280 m d'altitude.

## Historique
La redécouverte de ce mégalithe est le résultat de fouilles opérées par la famille Rozoy en 1958. La population du bourg de Giraumont a apporté également son concours à ces fouilles. C'est le quatrième mégalithe mis en évidence sur le territoire de la commune, les trois premiers l'ayant été au début des années 1930,.
Les dimensions et le plan de ce monument permettent de l'apparenter aux allées sépulcrales de la culture Seine-Oise-Marne, même s'il en diffère  par les matériaux, locaux.
L'édifice est classé au titre des monuments historiques en 1960.